# Household Words
Household Words fu un periodico settimanale inglese pubblicato tra il 1850 e il 1859 edito da Charles Dickens. Prese il nome da un verso dell'Enrico V di Shakespeare: "Familiar in his mouth as household words". Nel 1859, a causa di una disputa tra Dickens e la casa editrice, venne sostituito da All the Year Round, su cui Dickens aveva maggiore controllo.

## Opere pubblicate

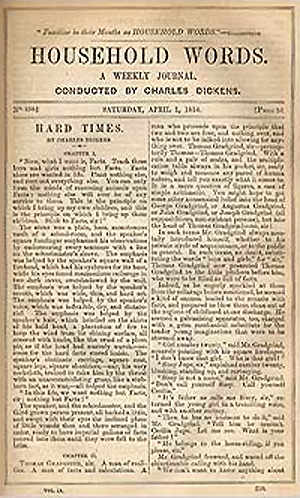
Tempi difficili fu pubblicato sul giornale nel 1854

La rivista pubblicava sia opere di narrativa che saggi. La maggior parte dei saggi si occupava delle questioni sociali del tempo.

### Opere di Charles Dickens
- Storia d'Inghilterra per bambini, pubblicato tra il 25 gennaio 1851 al 10 dicembre 1853;
- Tempi difficili, edito tra il 1º aprile e il 12 agosto 1854 con l'intenzione di lanciare il giornale, il quale ebbe in effetti successo.

### Opere di Elizabeth Gaskell
- Cranford
- Nord e Sud, pubblicato dal settembre 1854 al gennaio 1855 in 22 parti settimanali
- My Lady Ludlow, edito nel 1858

### Opere di altri autori
- The Song of the Western Men, di Robert Stephen Hawker
- The Dead Secret e A Rogue's Life, di Wilkie Collins

Un altro contributore di Household Words fu l'autore James Payn.

## Altre opere

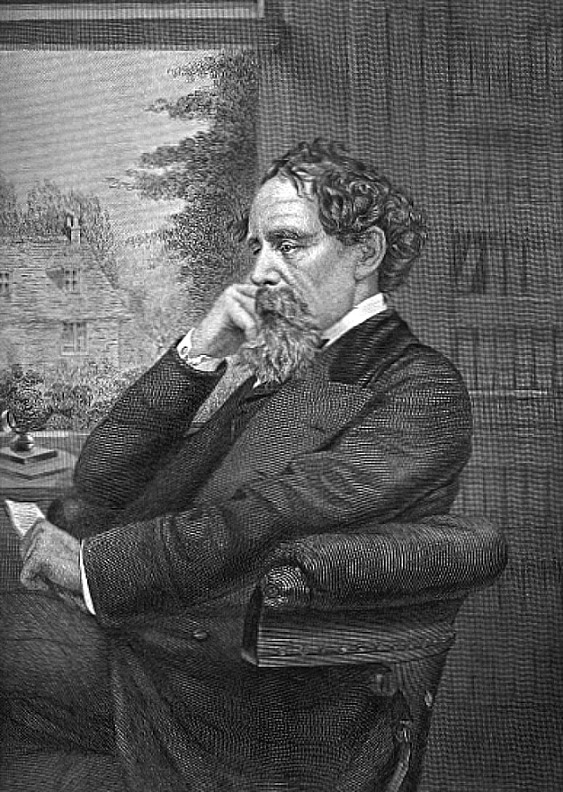
Charles Dickens fu il fondatore di Household Words

Dickens collaborò anche alla stesura di storie di Natale, commedie e altre opere.
- The Seven Poor Travellers ("I sette poveri viaggiatori"), pubblicato nell'Extra Christmas Number ("Numero Extra di Natale") del 14 dicembre 1854, con Wilkie Collins, Eliza Lynn Linton, Adelaide Anne Procter (firmatasi "Mary Berwick") e George Augustus Henry Sala;
- The Holly Tree Inn ("La locanda dell'agrifoglio"), dato alle stampe nell'Extra Christmas Number del 15 dicembre 1855, per il quale lavorarono Wilkie Collins, William Howitt, Harriet Parr e Adelaide Anne Procter;
- The Wreck of the Golden Mary ("Il naufragio della dolce Mary"), edito nell'"Extra Christmas Number" del 6 dicembre 1856), con Wilkie Collins, Percy Hetherington Fitzgerald, Adelaide Anne Procter, Harriet Parr e il reverendo James White;
- The Frozen Deep ("La profondità gelata"), una commedia scritta con Wilkie Collins e inizialmente rappresentato nella convertita residenza scolastica di Dickens a Londra ("Tavistock House", "Casa Tavistock") il 6 gennaio 1857;
- The Lazy Tour of Two Idle Apprentices ("Il pigro viaggio di due pigre apprendisti"), cui collaborò Wilkie Collins dal 3 al 31 ottobre 1857.
- The Perils of Certain English Prisoners ("Il pericolo degli infallibili prigionieri inglesi"), che trovò posto nell'Extra Christmas Number del 7 dicembre 1857, al quale lavorò anche Wilkie Collins;
- A House to Let,  pubblicato nell'Extra Christmas Number del 7 dicembre 1858 con la collaborazione di Elizabeth Gaskell e di Adelaide Anne Procter.